# Заилийски Алатау
Заилийски Алатау (на казахски: Іле Алатауы; на киргизки: Иле Ала-Тоосу; на руски: Заилийский Алатау) е планински хребет в Северен Тяншан, разположен на територията на Казахстан (Алматинска област) и Киргизстан (Чуйска област). Простира се от запад на изток на протежение около 350 km, южно от обширната долина на река Или. На запад достига до долината на река Чу при устието на десния ѝ приток Чонг Кемин, а на изток – долината на река Чилик (Шилик, ляв приток на Или). На юг с къси и стръмни склонове са спуска към долината на река Чонг Кемин и горното течение на река Чилик (Шилик), а чрез прохода Кугантир (3908 m) се свързва с хребета Кунгей Алатау. По билото му в западната част преминава участък от киргизско-казахстанската граница. Максимална височина връх Талгар 4987 m, (43°07′07″ с. ш. 77°20′25″ и. д. / 43.118611° с. ш. 77.340278° и. д.), издигащ се в средната му част, на 30 km югоизточно от Алмати. Изграден е от гранити, конгломерати, варовици и шисти. Някои от върховете му са покрити с ледници с обща площ 484 km². На юг текат къси и бурни реки притоци на Чонг Кемин и Чилик (Шилик), а на север се спускат множество реки, леви притоци на Или. Подножията му са заети от сухи степи, които нагоре преминават в храстово-степна растителност, пасища и редки гори от дива ябълка, осика и тяншански смърч. В северното му подножие е разположена бившата столица на Казахстан град Алмати и градовете Каскелен, Талгар и Исик.

## Топографска карта
- К-43-Б М 1:500000[2]
- К-44-А М 1:500000[3]